# Vườn thôn dã Long Hổ Sơn
Vườn thôn dã Long Hổ Sơn (được thành lập ngày 18 tháng 12 năm 1998) là một vườn thôn dã nằm ở Quận Trung Tây, Hồng Kông. Vườn bao phủ các sườn núi rậm rạp cây cối của Long Hổ Sơn, bao gồm cả phế tích pháo đài Pinewood cũng như khu dã ngoại Pinewood Garden. Toạ lạc gần các khu dân cư ở Bán Sơn Khu và Quận Tây, đây thường là nơi lui tới của nhiều người, đặc biệt là những người đi bộ và dã ngoại buổi sáng. Phía nam của Vườn thôn dã Long Hổ Sơn là đường Harlech, xa hơn nữa là Vườn thôn dã Bạc Phù Lâm; phía đông giáp đường Hatton: trong khi về phía bắc và phía tây là một đường ống dẫn có mái che do Thự Thủy vụ (Water Supplies Department) xây dựng. Vườn thôn dã Long Hổ Sơn có diện tích khoảng 47 héc-ta, biến nơi đây trở thành công viên thôn dã nhỏ nhất ở Hồng Kông (không bao gồm các khu đặc biệt).

## Sinh thái

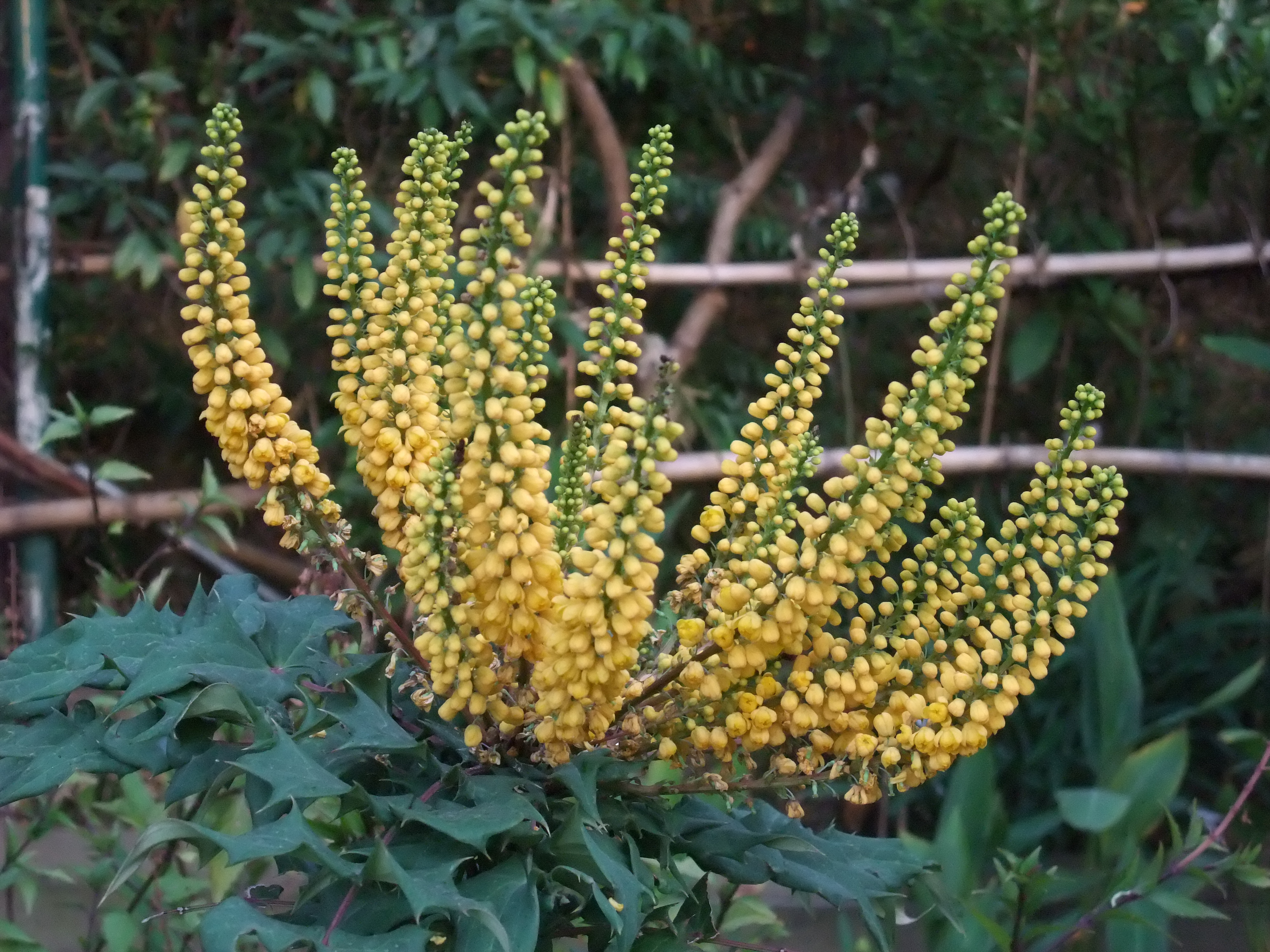
Mahonia oiwakensis chụp tại vườn thôn dã

Thự Nông nghiệp, Thủy sản và Bảo tồn của chính phủ Hồng Kông đã trồng rừng tại khu vực xung quanh Long Hổ Sơn trong nhiều thập kỷ. Một số lượng lớn Lophostemon confertus đã được sử dụng để phủ xanh các ngọn đồi và sườn núi. Các loài cây bản địa có thể được tìm thấy bao gồm Gordonia axillaris, Machilus chekiangensis và ngũ gia bì chân chim (Schefflera heptaphylla).
Ngoài ra, những cánh rừng của Long Hổ Sơn cũng là nơi hơn 115 loài chim cư ngụ và kiếm ăn. Một số loài phổ biến bao gồm ưng ngỗng mào, chim xanh bụng vàng, chào mào, bông lau Trung Quốc, chim sâu lưng đỏ, đớp ruồi nâu châu Á, bắt cô trói cột, họa mi, sẻ đồng mày trắng, manh Vân Nam, cu gáy, di cam, chìa vôi xám và khướu bạc má. Thỉnh thoảng cũng có sự xuất hiện của nhím đuôi ngắn và sóc bụng đỏ.

## Điểm du lịch

### Trung tâm Giáo dục Môi trường Long Hổ Sơn

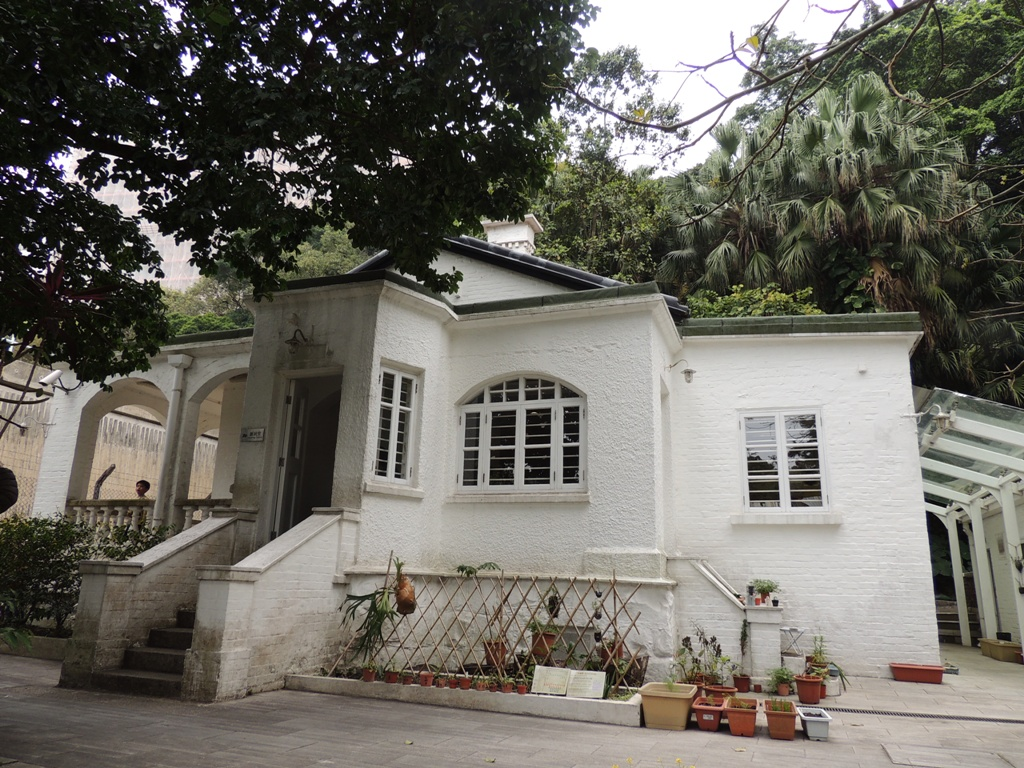
Trung tâm Giáo dục Môi trường Long Hổ Sơn là nơi nâng cao nhận thức của cộng đồng về đa dạng sinh học.

Nằm trên đường Kotewall và gần đường Đại học. Được thành lập vào năm 2008 bởi Đại học Hồng Kông và Thự Bảo vệ Môi trường, đây là nơi giải quyết các thách thức về môi trường thông qua các hành động mang tính hợp tác và xây dựng. Nhiệm vụ của trung tâm là duy trì và nuôi dưỡng thiên nhiên thông qua hình thức giáo dục bằng cách cộng tác với trường đại học, Chính phủ và cộng đồng. Mục tiêu chính là cung cấp giáo dục dễ tiếp cận cho cộng đồng, xây dựng một cộng đồng hòa nhập với thiên nhiên.
Ngoài việc xây dựng nhận thức và giáo dục cộng đồng, trung tâm hiện đang thực hiện các dự án khoa học công chúng (Citizen science). BioBlitz Hong Kong (sự kiện tập hợp các nhà khoa học đại chúng nhằm tổng hợp tối đa các phân loại trong một khu vực nhất định) được tổ chức lần đầu tiên vào năm 2017. Sự kiện quy tụ được 100 người tham gia và tình nguyện viên quan sát 151 loài trong Vườn thôn dã Long Hổ Sơn với sự hướng dẫn của 11 chuyên gia. Vào năm 2018, điều này đã được mở rộng để tách các cuộc nghiên cứu BioBlitz thành bốn nhóm động vật: Chim; Bướm, (khác) Côn trùng, Lưỡng cư và Bò sát 

### Đường mòn Long Hổ Sơn
Đường mòn Long Hổ Sơn là một đường mòn dài 2750m trên núi Thái Bình. Các biển báo cung cấp thông tin về việc đi bộ đường dài an toàn trên đường mòn. Đường mòn bắt đầu từ Pinewood Garden, xuyên qua pháo đài Pinewood, một vài địa điểm nướng thịt, một số khu trú bão, các bậc thang và một đoạn đường dốc trước khi đến ngã ba đường Harlech và đường Hatton. Mất khoảng 60 phút để đi hết đường mòn.

### Pháo đài Pinewood
Tàn tích pháo đài Pinewood (松林炮台) là một địa điểm quân sự lịch sử được xây dựng vào khoảng năm 1903. Nằm ở độ cao 307m so với mực nước biển, pháo đài Pinewood là công trình phòng thủ pháo binh cao nhất trong số các công sự ven biển ở Hồng Kông. Với sự ra đời của khí tài không lực sau Chiến tranh thế giới thứ nhất, Pinewood đã được chuyển đổi thành một pháo đài phòng không. Nhiều tòa nhà và boongke được xây dựng xung quanh công sự. Trong Trận Hồng kông vào tháng 12 năm 1941, pháo đài đã bị Nhật Bản không kích và pháo kích nặng nề. Cả pháo đài cuối cùng nhận lệnh rút lui. Công sự bị bỏ hoang sau đó. Năm 2009, công trình được công nhận là di tích lịch sử cấp II.
Với môi trường tuyệt vời, pháo đài trở thành một điểm cho các trận đánh giả. Để công trình không bị hư hại, Cục Quản lý công viên biển và công viên thôn dã của AFCD đã cho dựng một biển cảnh báo với nội dung "Bất kỳ ai mang bất kỳ loại súng, súng hơi và thiết bị ném bom nào vào khu vực này mà không có sự cho phép của nhà chức trách đều có thể bị truy tố". Tuy nhiên, nhiều viên đạn BB bằng nhựa vẫn được tìm thấy tại đây.

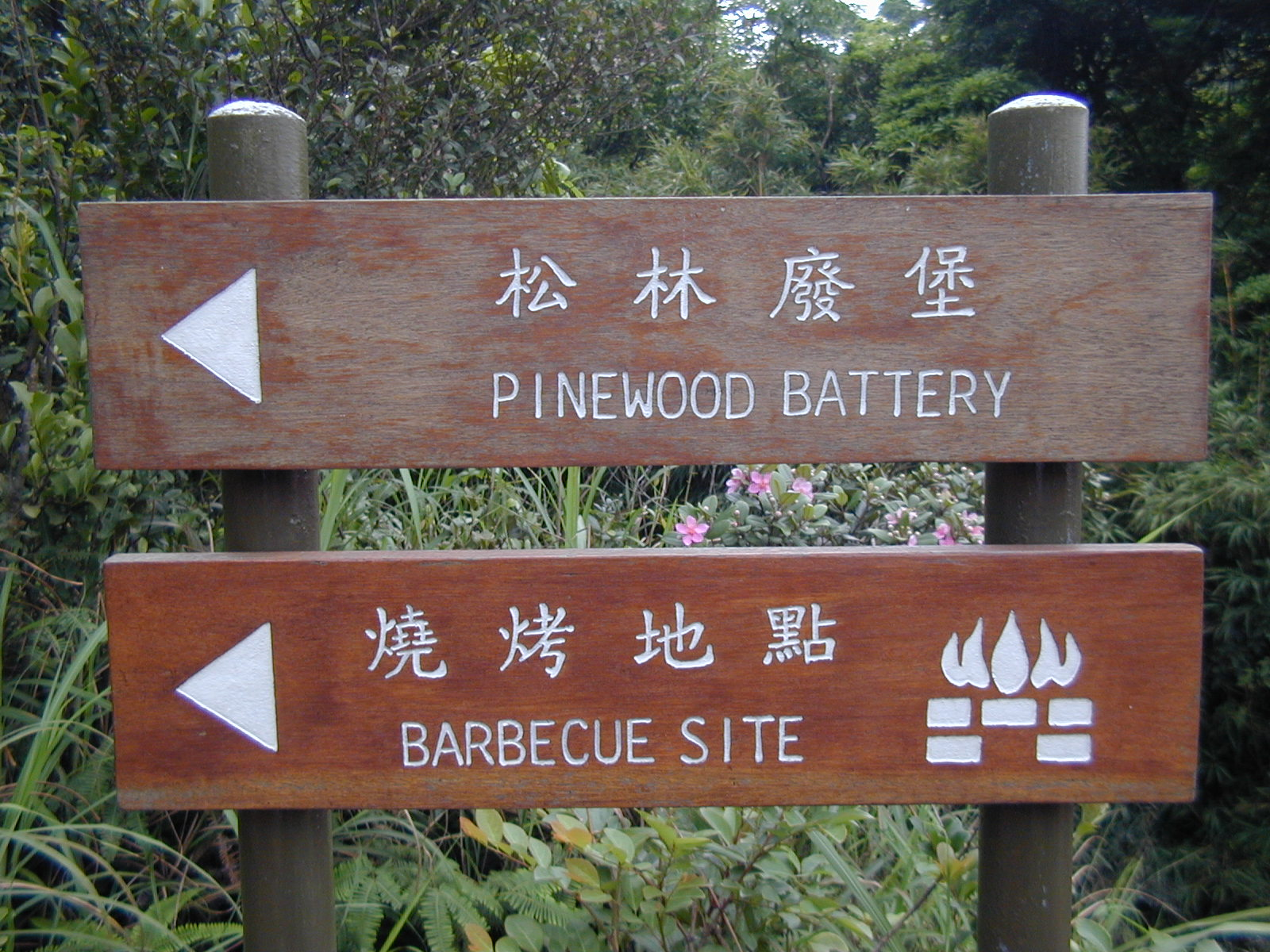
Hướng đi pháo đài Pinewood
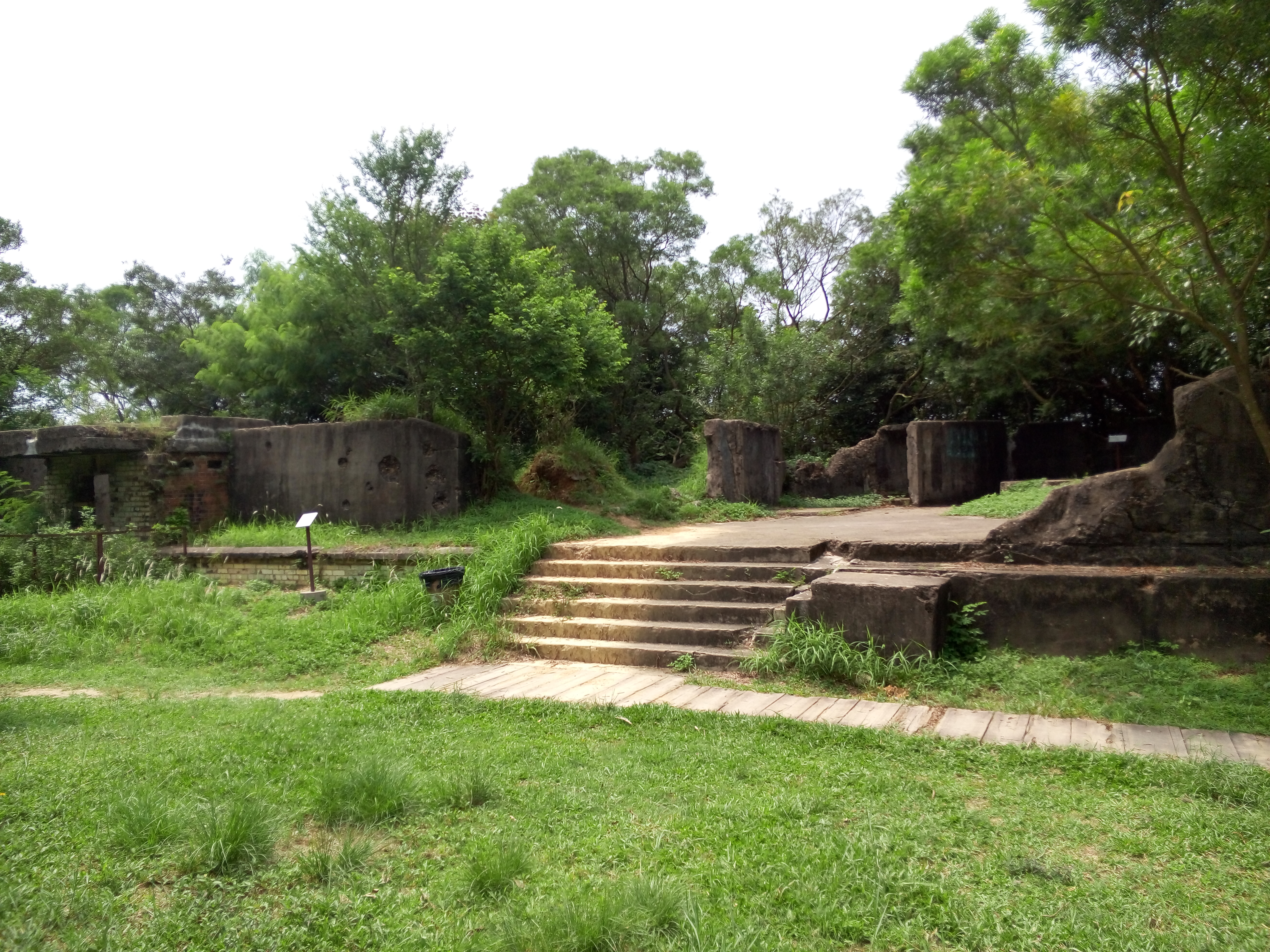
Tàn tích pháo đài Pinewood
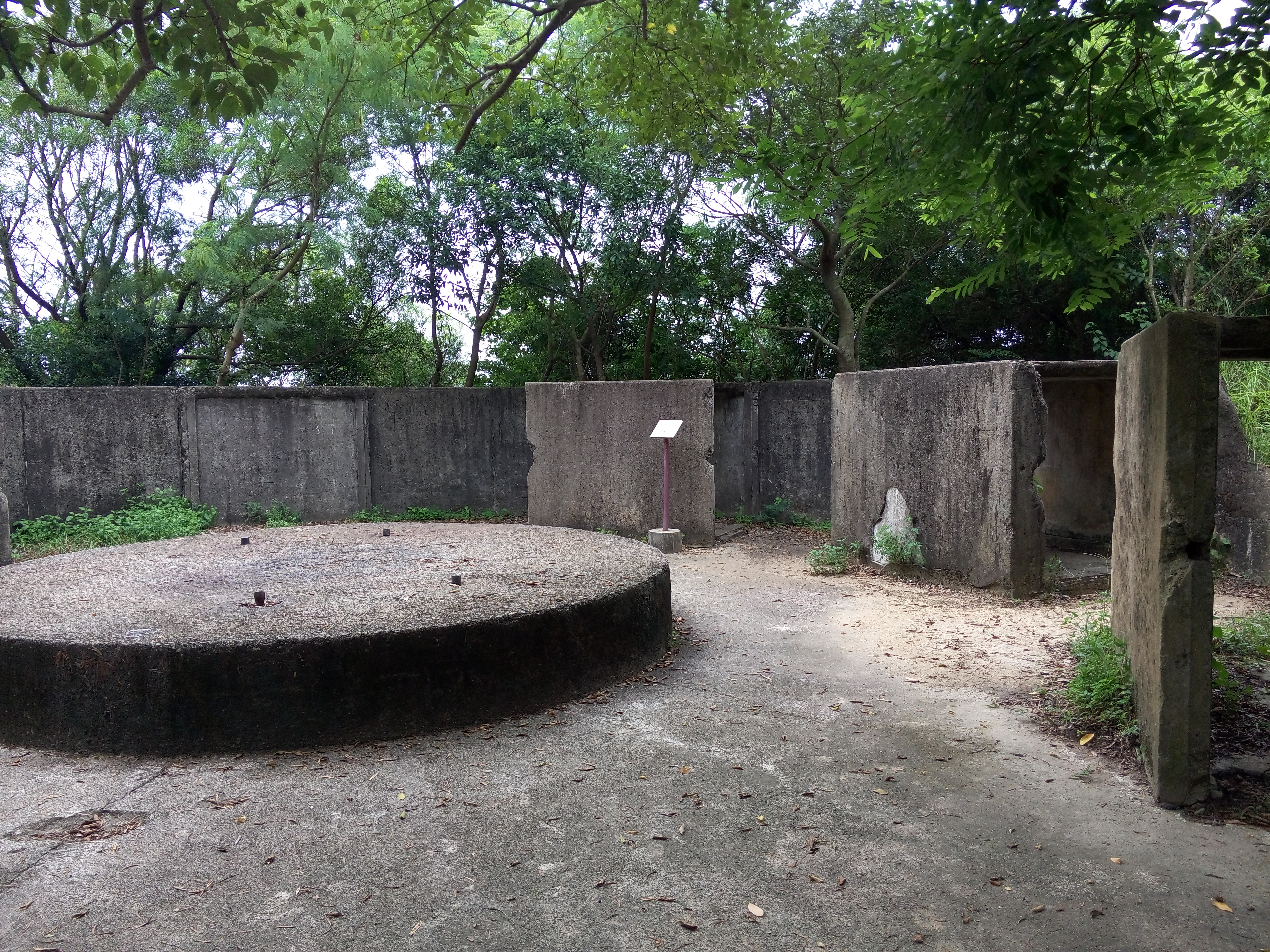
Bên trong pháo đài
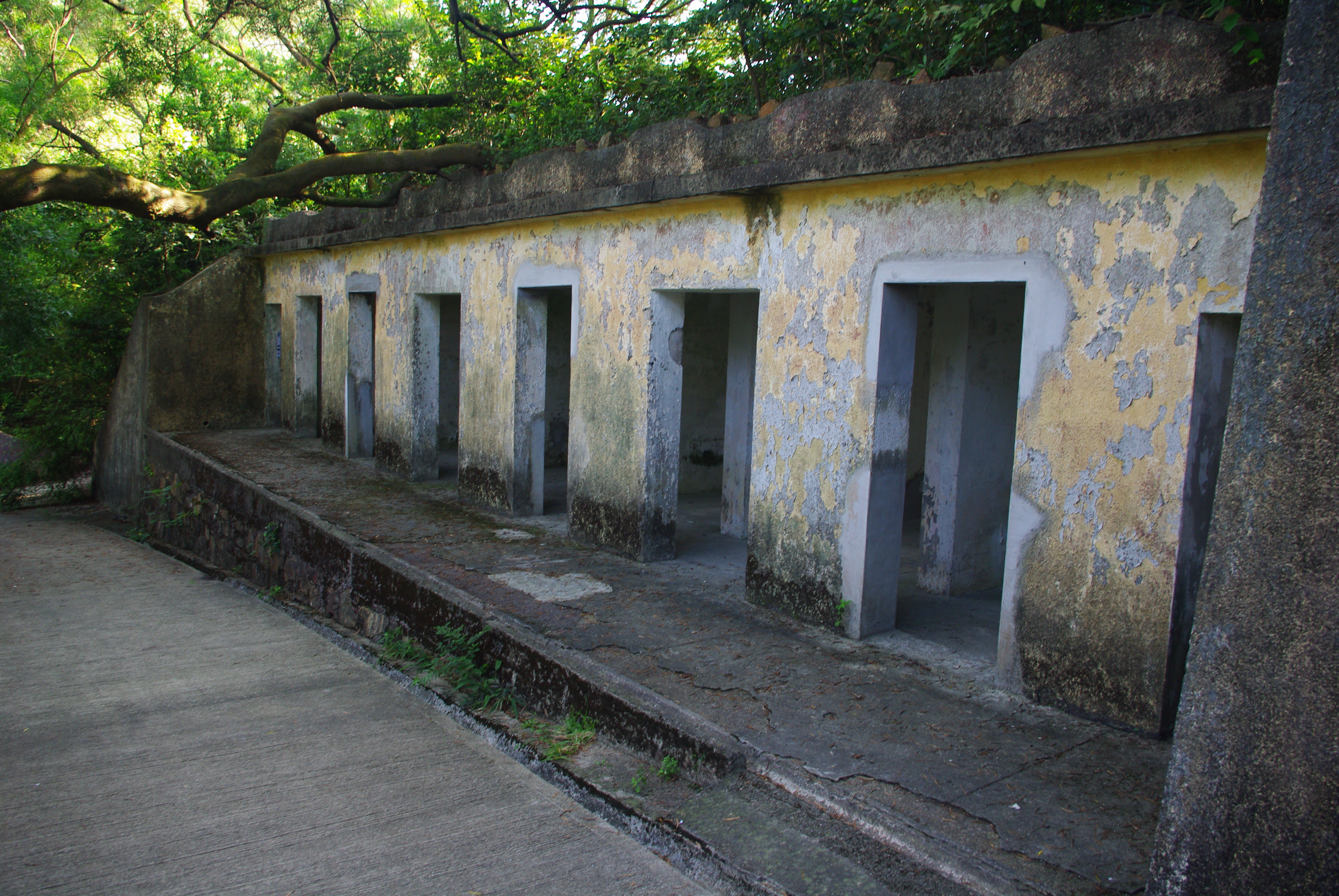
Công trình bị bỏ hoang phế
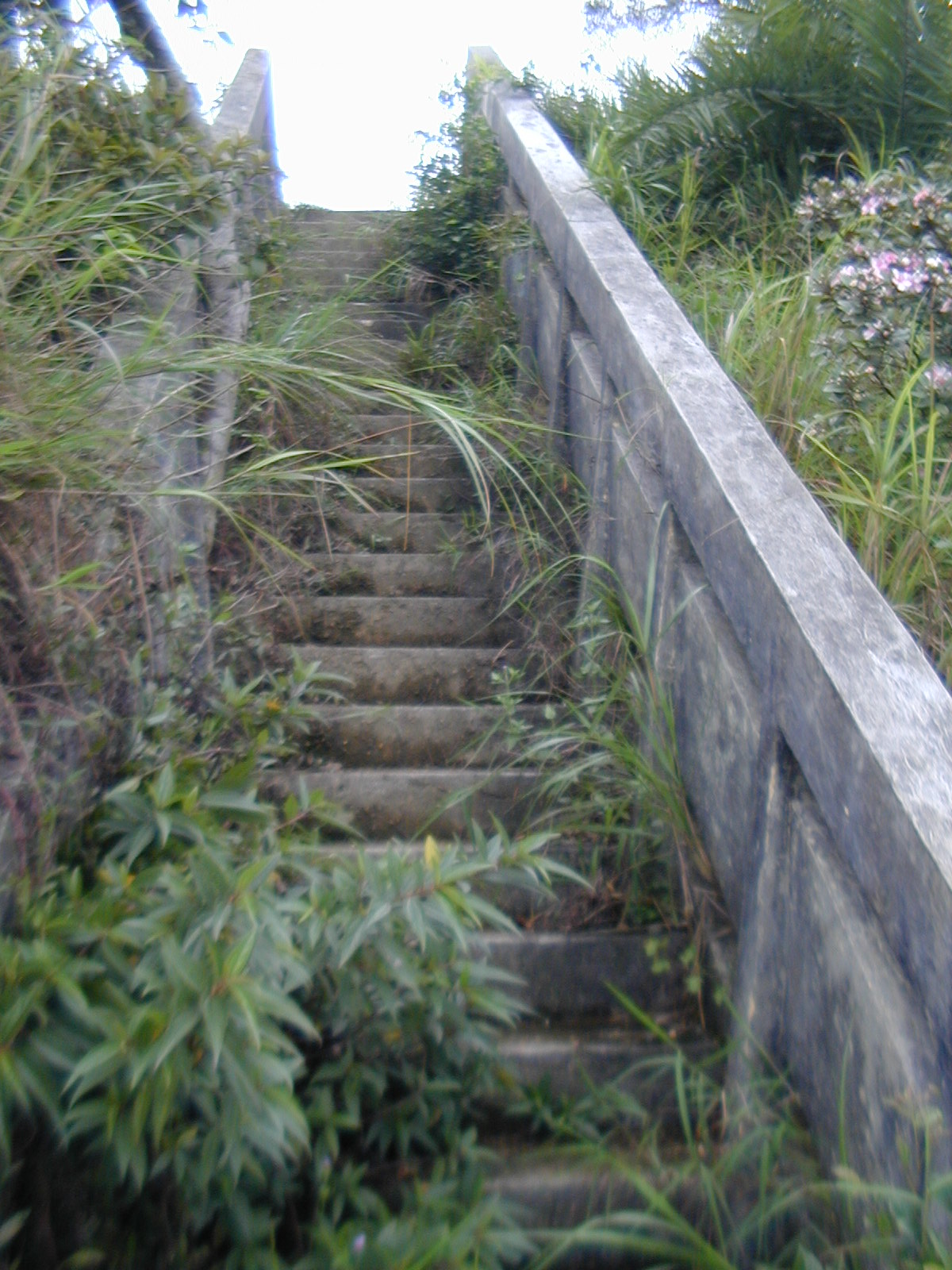
Cầu thang bị bao phủ bởi cỏ
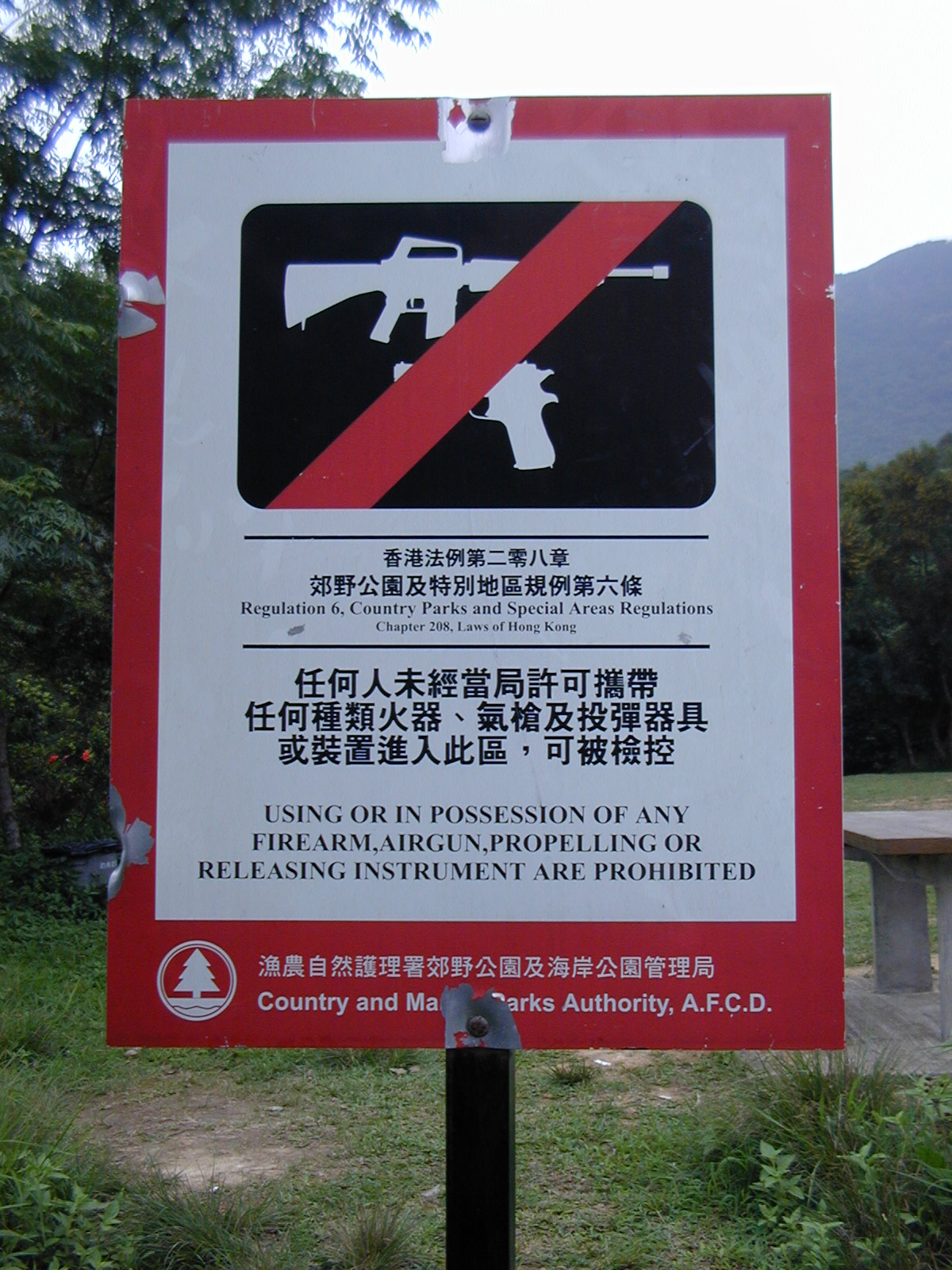
Biển cấm

### Đài quan sát Long Hổ Sơn

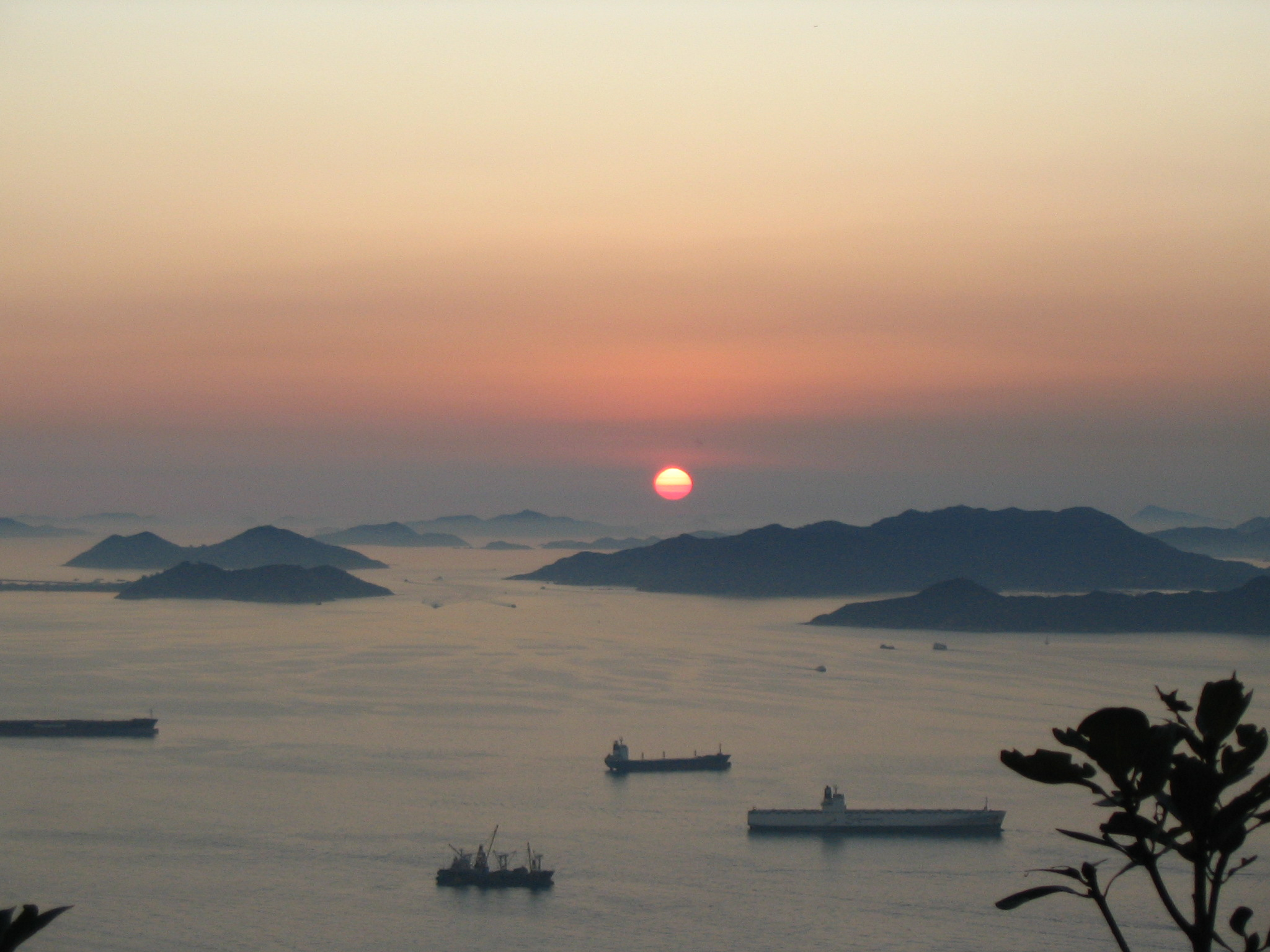
Hoàng hôn tại eo biển Tây Bác Liêu, nhìn từ đài quan sát

Đài quan sát Long Hổ Sơn toạ lạc ở cuối đường Hạ Lực trên sườn núi ở phía tây bắc của núi Tây Cao Sơn (High West). Từ đài quan sát có thể nhìn toàn cảnh đảo Hồng Kông ở phía tây lãnh thổ, bao gồm cảng Victoria ở phía tây và eo biển Tây Bác Liêu ở phía nam.